# Braunschweiger Turn- und Sportverein Eintracht von 1895 1971-1972
Questa voce raccoglie le informazioni riguardanti il Braunschweiger Turn- und Sportverein Eintracht von 1895 nelle competizioni ufficiali della stagione 1971-1972.

## Stagione
Nella stagione 1971-1972 l'Eintracht Braunschweig, allenato da Otto Knefler, concluse il campionato di Bundesliga al 12º posto. In Coppa di Germania l'Eintracht Braunschweig fu eliminato agli ottavi di finale dal Bayern Monaco. In Coppa UEFA l'Eintracht Braunschweig fu eliminato agli ottavi di finale dal Ferencváros.

## Rosa
| N. |                     | Ruolo | Calciatore           |
| -- | ------------------- | ----- | -------------------- |
|    | Germania (bandiera) | P     | Bernd Franke         |
|    | Germania (bandiera) | P     | Horst Wolter         |
|    | Germania (bandiera) | D     | Joachim Bäse         |
|    | Germania (bandiera) | D     | Wolfgang Grzyb       |
|    | Germania (bandiera) | D     | Friedhelm Haebermann |
|    | Germania (bandiera) | D     | Peter Kaack          |
|    | Germania (bandiera) | D     | Franz Merkhoffer     |
|    | Germania (bandiera) | D     | Rainer Slodczyk      |
|    | Germania (bandiera) | C     | Jürgen Dudda         |
|    | Germania (bandiera) | C     | Dietmar Erler        |

| N. |                     | Ruolo | Calciatore       |
| -- | ------------------- | ----- | ---------------- |
|    | Germania (bandiera) | C     | Eberhard Haun    |
|    | Germania (bandiera) | C     | Max Lorenz       |
|    | Germania (bandiera) | C     | Lothar Ulsaß     |
|    | Germania (bandiera) | A     | Ludwig Bründl    |
|    | Germania (bandiera) | A     | Jaro Deppe       |
|    | Germania (bandiera) | A     | Bernd Gersdorff  |
|    | Germania (bandiera) | A     | Klaus Gerwien    |
|    | Germania (bandiera) | A     | Manfred Kipp     |
|    | Germania (bandiera) | A     | Hartmut Konschal |
|    | Germania (bandiera) | A     | Rainer Skrotzki  |

## Organigramma societario
Area tecnica
- Allenatore: Otto Knefler
- Allenatore in seconda: Heinz Patzig
- Preparatore dei portieri:
- Preparatori atletici:

## Calciomercato

### Sessione estiva
| Acquisti | Acquisti      | Acquisti           | Acquisti |
| R.       | Nome          | da                 | Modalità |
| -------- | ------------- | ------------------ | -------- |
| A        | Ludwig Bründl | Kickers Stoccarda  |          |
| C        | Jürgen Dudda  | Barmbek-Uhlenhorst |          |
| P        | Bernd Franke  | Fortuna Düsseldorf |          |
| A        | Manfred Kipp  | Wacker 04 Berlino  |          |

| Cessioni | Cessioni        | Cessioni      | Cessioni |
| R.       | Nome            | a             | Modalità |
| -------- | --------------- | ------------- | -------- |
| C        | Gerhard Elfert  | Osnabrück     |          |
| P        | Burkhardt Öller | Hannover 96   |          |
| C        | Michael Polywka | Hannover 96   |          |
| A        | Gerd Saborowski | Holstein Kiel |          |

## Risultati

### Bundesliga

#### Girone di andata
| Arbitro: | Meuser |

|           |           |  |
| Hartl 14’ | Marcatori |  |

| Arbitro: | Fork |

|                   |           |              |
| Lorenz 83’ (rig.) | Marcatori | 75’ Ettmayer |

| Arbitro: | Biwersi |

|                                           |           |             |
| Hansen 18’ Zobel 75’ Beckenbauer 78’, 81’ | Marcatori | 10’ Gerwien |

| Arbitro: | Weyland |

|                            |           |  |
| Bründl 2’, 62’ Gerwien 55’ | Marcatori |  |

| Duisburg 4 settembre 1971, ore 15:30 CET 5ª giornata | Duisburg | 0 – 0 referto | Eintracht Braunschweig | Wedaustadion (12 000 spett.)\| Arbitro: \| Gabor \| |
| Arbitro:                                             | Gabor    |               |                        |                                                     |

| Arbitro: | Regely |

|            |           |           |
| Bründl 24’ | Marcatori | 39’ Nogly |

| Arbitro: | Tschenscher |

|                                |           |  |
| Biskup 19’ (rig.) Lauscher 88’ | Marcatori |  |

| Arbitro: | Siepe |

|                      |           |  |
| Bründl 48’ Erler 68’ | Marcatori |  |

| Arbitro: | Wengenmayer |

|                        |           |                      |
| Bücker 51’ Köstler 69’ | Marcatori | 53’ Bründl 72’ Erler |

| Braunschweig 13 ottobre 1971, ore 20:00 CET 10ª giornata | Eintracht Braunschweig | 0 – 0 referto | Schalke 04 | Stadion an der Hamburger Straße (33 000 spett.)\| Arbitro: \| Betz \| |
| Arbitro:                                                 | Betz                   |               |            |                                                                       |

| Düsseldorf 16 ottobre 1971, ore 15:30 CET 11ª giornata | Fortuna Düsseldorf | 0 – 0 referto | Eintracht Braunschweig | Flinger Broich (12 000 spett.)\| Arbitro: \| Riegg \| |
| Arbitro:                                               | Riegg              |               |                        |                                                       |

| Arbitro: | Bonacker |

|                   |           |          |
| Bründl 32’ (rig.) | Marcatori | 74’ Witt |

| Arbitro: | Hennig |

|            |           |                   |
| Bründl 17’ | Marcatori | 15’ (rig.) Schütz |

| Arbitro: | Quindeau |

|              |           |            |
| Kliemann 59’ | Marcatori | 42’ Bründl |

| Arbitro: | Berner |

|                    |           |              |
| Grzyb 52’ Bäse 71’ | Marcatori | 42’ Heynckes |

| Arbitro: | Voß |

|                |           |                      |
| Hošić 50’, 58’ | Marcatori | 3’ Erler 20’ Gerwien |

| Arbitro: | Frickel |

|                             |           |                          |
| Erler 4’, 77’ Merkhoffer 5’ | Marcatori | 67’ Roggensack 72’ Klein |

#### Girone di ritorno
| Arbitro: | Tschenscher |

|  |           |                         |
|  | Marcatori | 24’ Fechner 80’ Walitza |

| Arbitro: | Weyland |

|                                 |           |             |
| Köppel 15’ Berger 81’ Frank 83’ | Marcatori | 72’ Gerwien |

| Arbitro: | Kindervater |

|          |           |                 |
| Bäse 51’ | Marcatori | 48’ (aut.) Haun |

| Arbitro: | Voß |

|                              |           |  |
| Bertl 6’ Keller 62’ Berg 83’ | Marcatori |  |

| Arbitro: | Pfleiderer |

|                         |           |  |
| Grzyb 30’ Gersdorff 42’ | Marcatori |  |

| Arbitro: | Hilker |

|                            |           |               |
| Lübeke 6’, 48’ Winkler 13’ | Marcatori | 83’ Gersdorff |

| Arbitro: | Schumann |

|  |           |             |
|  | Marcatori | 17’ Glowacz |

| Arbitro: | Eschweiler |

|           |           |                |
| Nickel 2’ | Marcatori | 21’ Haebermann |

| Arbitro: | Heckeroth |

|                      |           |  |
| Dudda 30’ Bründl 32’ | Marcatori |  |

| Arbitro: | Quindeau |

|                                               |           |               |
| Rüssmann 4’ Fischer 9’, 50’ Sobieray 26’, 36’ | Marcatori | 87’ Gersdorff |

| Arbitro: | Gabor |

|           |           |           |
| Erler 69’ | Marcatori | 2’ Baltes |

| Arbitro: | Hamer |

|              |           |  |
| Zengerle 90’ | Marcatori |  |

| Arbitro: | Köhler |

|                             |           |                                                       |
| Laumen 35’ Weber 65’ (rig.) | Marcatori | 6’ Haebermann 22’ Bründl 48’ (aut.) Assauer 61’ Erler |

| Braunschweig 19 maggio 1972, ore 20:00 CET 31ª giornata | Eintracht Braunschweig | 0 – 0 referto | RW Oberhausen | Stadion an der Hamburger Straße (10 000 spett.)\| Arbitro: \| Engel \| |
| Arbitro:                                                | Engel                  |               |               |                                                                        |

| Arbitro: | Klauser |

|                                          |           |               |
| Sieloff 37’ Wittkamp 54’, 83’ Wimmer 87’ | Marcatori | 68’ Gersdorff |

| Arbitro: | Wichmann |

|                |           |          |
| Merkhoffer 58’ | Marcatori | 88’ Bitz |

| Arbitro: | Klauser |

|               |           |                                                                 |
| Kasperski 80’ | Marcatori | 46’, 59’ Deppe 47’, 72’, 83’ Gersdorff 70’ Merkhoffer 89’ Dudda |

### Coppa di Germania
| Arbitro: | Pfleiderer |

|                      |           |                                            |
| Brand 13’ Schley 17’ | Marcatori | 5’ Bäse 72’ Bründl 75’ Haebermann 90’ Haun |

| Braunschweig 15 dicembre 1971, ore CET Primo turno | Eintracht Braunschweig | 0 – 0 referto | Borussia Neunkirchen | Stadion an der Hamburger Straße (3 500 spett.)\| Arbitro: \| Hamer \| |
| Arbitro:                                           | Hamer                  |               |                      |                                                                       |

| Braunschweig 13 febbraio 1972, ore CET Ottavi di finale | Eintracht Braunschweig | 0 – 0 referto | Bayern Monaco | Stadion an der Hamburger Straße (13 000 spett.)\| Arbitro: \| Gabor \| |
| Arbitro:                                                | Gabor                  |               |               |                                                                        |

| Arbitro: | Linn |

|                                             |           |           |
| Grzyb 70’ (aut.) Roth 110’ Beckenbauer 114’ | Marcatori | 52’ Grzyb |

### Coppa UEFA
| Arbitro: | Delcourt |

|  |           |            |
|  | Marcatori | 33’ Bründl |

| Arbitro: | Nikolov |

|                                                 |           |              |
| Bründl 2’, 8’ (rig.), 23’, 83’, 89’ Gerwien 55’ | Marcatori | 4’ McCaffery |

| Arbitro: | Bircsak |

|                        |           |            |
| Bründl 16’, 33’ (rig.) | Marcatori | 15’ Arieta |

| Arbitro: | Kitabdjian |

|                      |           |                      |
| Uriarte 41’ Rojo 89’ | Marcatori | 28’ Erler 69’ Bründl |

| Arbitro: | Boström |

|           |           |       |
| Erler 84’ | Marcatori | 8’ Kű |

| Arbitro: | Kamber |

|                                                |           |                      |
| Juhász 3’ Bálint 37’, 51’ Branikovits 59’, 80’ | Marcatori | 73’ Bründl 90’ Erler |

## Statistiche

### Statistiche di squadra
| Competizione      | Punti | In casa | In casa | In casa | In casa | In casa | In casa | In trasferta | In trasferta | In trasferta | In trasferta | In trasferta | In trasferta | Totale | Totale | Totale | Totale | Totale | Totale | DR |
| Competizione      | Punti | G       | V       | N       | P       | Gf      | Gs      | G            | V            | N            | P            | Gf           | Gs           | G      | V      | N      | P      | Gf     | Gs     | DR |
| ----------------- | ----- | ------- | ------- | ------- | ------- | ------- | ------- | ------------ | ------------ | ------------ | ------------ | ------------ | ------------ | ------ | ------ | ------ | ------ | ------ | ------ | -- |
| Bundesliga        | 31    | 17      | 6       | 9       | 2       | 21      | 13      | 17           | 2            | 6            | 9            | 22           | 35           | 34     | 8      | 15     | 11     | 43     | 48     | -5 |
| Coppa di Germania | -     | 2       | 0       | 2       | 0       | 0       | 0       | 2            | 1            | 0            | 1            | 5            | 5            | 4      | 1      | 2      | 1      | 5      | 5      | 0  |
| Coppa UEFA        | -     | 3       | 2       | 1       | 0       | 9       | 3       | 3            | 1            | 1            | 1            | 5            | 7            | 6      | 3      | 2      | 1      | 14     | 10     | +4 |
| Totale            | 31    | 22      | 8       | 12      | 2       | 30      | 16      | 22           | 4            | 7            | 11           | 32           | 47           | 44     | 12     | 19     | 13     | 62     | 63     | -1 |

### Andamento in campionato
| Giornata  | 1  | 2  | 3  | 4  | 5  | 6  | 7  | 8  | 9  | 10 | 11 | 12 | 13 | 14 | 15 | 16 | 17 | 18 | 19 | 20 | 21 | 22 | 23 | 24 | 25 | 26 | 27 | 28 | 29 | 30 | 31 | 32 | 33 | 34 |
| --------- | -- | -- | -- | -- | -- | -- | -- | -- | -- | -- | -- | -- | -- | -- | -- | -- | -- | -- | -- | -- | -- | -- | -- | -- | -- | -- | -- | -- | -- | -- | -- | -- | -- | -- |
| Luogo     | T  | C  | T  | C  | T  | C  | T  | C  | T  | C  | T  | C  | C  | T  | C  | T  | C  | C  | T  | C  | T  | C  | T  | C  | T  | C  | T  | C  | T  | T  | C  | T  | C  | T  |
| Risultato | P  | N  | P  | V  | N  | N  | P  | V  | N  | N  | N  | N  | N  | N  | V  | N  | V  | P  | P  | N  | P  | V  | P  | P  | N  | V  | P  | N  | P  | V  | N  | P  | N  | V  |
| Posizione | 12 | 14 | 16 | 14 | 12 | 13 | 14 | 11 | 11 | 10 | 10 | 11 | 11 | 11 | 11 | 11 | 10 | 11 | 11 | 11 | 13 | 11 | 12 | 12 | 12 | 12 | 12 | 12 | 13 | 12 | 11 | 12 | 13 | 12 |

Legenda:

Luogo: C = Casa; T = Trasferta. Risultato: V = Vittoria; N = Pareggio; P = Sconfitta.

### Statistiche dei giocatori
| Giocatore     | Bundesliga | Bundesliga | Bundesliga  | Bundesliga | Coppa di Germania | Coppa di Germania | Coppa di Germania | Coppa di Germania | Coppa UEFA | Coppa UEFA | Coppa UEFA  | Coppa UEFA | Totale   | Totale | Totale      | Totale     |
| Giocatore     | Presenze   | Reti       | Ammonizioni | Espulsioni | Presenze          | Reti              | Ammonizioni       | Espulsioni        | Presenze   | Reti       | Ammonizioni | Espulsioni | Presenze | Reti   | Ammonizioni | Espulsioni |
| ------------- | ---------- | ---------- | ----------- | ---------- | ----------------- | ----------------- | ----------------- | ----------------- | ---------- | ---------- | ----------- | ---------- | -------- | ------ | ----------- | ---------- |
| L. Bründl     | 33         | 10         | 0           | 0          | 4                 | 1                 | 0                 | 0                 | 6          | 10         | 0           | 0          | 43       | 21     | 0           | 0          |
| J. Bäse       | 33         | 2          | 0           | 0          | 3                 | 1                 | 0                 | 0                 | 6          | 0          | 0           | 0          | 42       | 3      | 0           | 0          |
| J. Deppe      | 5          | 2          | 0           | 0          | 0                 | 0                 | 0                 | 0                 | 0          | 0          | 0           | 0          | 5        | 2      | 0           | 0          |
| J. Dudda      | 18         | 2          | 0           | 0          | 4                 | 0                 | 0                 | 0                 | 1          | 0          | 0           | 0          | 23       | 2      | 0           | 0          |
| D. Erler      | 30         | 7          | 0           | 0          | 2                 | 0                 | 0                 | 0                 | 6          | 3          | 0           | 0          | 38       | 10     | 0           | 0          |
| R. Feuerhahn  | 0          | 0          | 0           | 0          | 0                 | 0                 | 0                 | 0                 | 0          | 0          | 0           | 0          | 0        | 0      | 0           | 0          |
| B. Franke     | 26         | 0          | 0           | 0          | 3                 | 0                 | 0                 | 0                 | 5          | 0          | 0           | 0          | 34       | 0      | 0           | 0          |
| B. Gersdorff  | 32         | 7          | 0           | 0          | 4                 | 0                 | 0                 | 0                 | 6          | 0          | 0           | 0          | 42       | 7      | 0           | 0          |
| K. Gerwien    | 30         | 4          | 0           | 0          | 4                 | 0                 | 0                 | 0                 | 6          | 1          | 0           | 0          | 40       | 5      | 0           | 0          |
| W. Grzyb      | 33         | 2          | 0           | 0          | 3                 | 1                 | 0                 | 0                 | 5          | 0          | 0           | 0          | 41       | 3      | 0           | 0          |
| F. Haebermann | 27         | 2          | 0           | 0          | 4                 | 1                 | 0                 | 0                 | 6          | 0          | 0           | 0          | 37       | 3      | 0           | 0          |
| U. Hain       | 0          | 0          | 0           | 0          | 0                 | 0                 | 0                 | 0                 | 0          | 0          | 0           | 0          | 0        | 0      | 0           | 0          |
| E. Haun       | 33         | 0          | 0           | 0          | 3                 | 1                 | 0                 | 0                 | 5          | 0          | 0           | 0          | 41       | 1      | 0           | 0          |
| H. Hellfritz  | 0          | 0          | 0           | 0          | 0                 | 0                 | 0                 | 0                 | 0          | 0          | 0           | 0          | 0        | 0      | 0           | 0          |
| B. Jensen     | 0          | 0          | 0           | 0          | 0                 | 0                 | 0                 | 0                 | 0          | 0          | 0           | 0          | 0        | 0      | 0           | 0          |
| P. Kaack      | 31         | 0          | 0           | 0          | 4                 | 0                 | 0                 | 0                 | 5          | 0          | 0           | 0          | 40       | 0      | 0           | 0          |
| M. Kipp       | 5          | 0          | 0           | 0          | 1                 | 0                 | 0                 | 0                 | 0          | 0          | 0           | 0          | 6        | 0      | 0           | 0          |
| H. Konschal   | 14         | 0          | 0           | 0          | 3                 | 0                 | 0                 | 0                 | 0          | 0          | 0           | 0          | 17       | 0      | 0           | 0          |
| M. Lorenz     | 14         | 1          | 0           | 0          | 0                 | 0                 | 0                 | 0                 | 4          | 0          | 0           | 0          | 18       | 1      | 0           | 0          |
| F. Merkhoffer | 32         | 3          | 0           | 0          | 4                 | 0                 | 0                 | 0                 | 6          | 0          | 0           | 0          | 42       | 3      | 0           | 0          |
| A. Michaelsen | 0          | 0          | 0           | 0          | 0                 | 0                 | 0                 | 0                 | 0          | 0          | 0           | 0          | 0        | 0      | 0           | 0          |
| S. Scherzer   | 0          | 0          | 0           | 0          | 0                 | 0                 | 0                 | 0                 | 0          | 0          | 0           | 0          | 0        | 0      | 0           | 0          |
| R. Skrotzki   | 9          | 0          | 0           | 0          | 2                 | 0                 | 0                 | 0                 | 0          | 0          | 0           | 0          | 11       | 0      | 0           | 0          |
| R. Slodczyk   | 0          | 0          | 0           | 0          | 0                 | 0                 | 0                 | 0                 | 0          | 0          | 0           | 0          | 0        | 0      | 0           | 0          |
| L. Ulsaß      | 0          | 0          | 0           | 0          | 0                 | 0                 | 0                 | 0                 | 0          | 0          | 0           | 0          | 0        | 0      | 0           | 0          |
| H. Wolter     | 9          | 0          | 0           | 0          | 1                 | 0                 | 0                 | 0                 | 1          | 0          | 0           | 0          | 11       | 0      | 0           | 0          |